# Meade megye (Dél-Dakota)
Meade megye az Amerikai Egyesült Államokban, azon belül Dél-Dakota államban található. Megyeszékhelye és legnagyobb városa Sturgis. Lakosainak száma 29 852 fő (2020. április 1.). Meade megye Perkins, Ziebach, Pennington, Lawrence, Butte és Haakon megyékkel határos.

## Népesség
A megye népességének változása:
| Lakosok száma | 25 449 | 25 534 | 26 070 | 27 202 | 26 986 | 29 852 |
|               | 2010   | 2011   | 2012   | 2013   | 2015   | 2020   |